# Sommer-Paralympics 2004/Leichtathletik/5000 m
Die Ergebnisliste der 5000-Meter-Läufe bei den Sommer-Paralympics 2004 in Athen

## Männer

### T11
| Platz | Land | Athlet              |
| ----- | ---- | ------------------- |
| 1     | KEN  | Henry Wanyoike      |
| 2     | MAR  | Mustapha El Aquzari |
| 3     | KEN  | Frangs T. Karanja   |

### T12
| Platz | Land | Athlet           |
| ----- | ---- | ---------------- |
| 1     | TUN  | Maher Bouallegue |
| 2     | BRA  | Odair Santos     |
| 3     | KEN  | Emanuel Asinikal |

### T13
| Platz | Land | Athlet              |
| ----- | ---- | ------------------- |
| 1     | KEN  | Joseph L. Ngorialuk |
| 2     | PAN  | Said Gomez          |
| 3     | CUB  | Yunieski Abreu      |

### T46
| Platz | Land | Athlet        |
| ----- | ---- | ------------- |
| 1     | ALG  | Samir Nouioua |
| 2     | ESP  | Javier Conde  |
| 3     | BRA  | Ozivam Bonfim |

### T52
| Platz | Land | Athlet               |
| ----- | ---- | -------------------- |
| 1     | JPN  | Toshihiro Takada     |
| 2     | AUT  | Thomas Geierspichler |
| 3     | ESP  | Santiago Sanz        |

### T54
| Platz | Land | Athlet        |
| ----- | ---- | ------------- |
| 1     | AUS  | Kurt Fearnley |
| 2     | MEX  | Aaron Gordian |
| 3     | RSA  | Ernst van Dyk |

## Frauen

### T54
| Platz | Land | Athlet          |
| ----- | ---- | --------------- |
| 1     | JPN  | Wakako Tsuchida |
| 2     | SUI  | Edith Hunkeler  |
| 3     | USA  | Cheri Blauwet   |